# Moggridgea teresae
Moggridgea teresae är en spindelart som beskrevs av Griswold 1987. Moggridgea teresae ingår i släktet Moggridgea och familjen Migidae. Inga underarter finns listade i Catalogue of Life.